# 部落联盟
部落联盟是指原始社会晚期部落向国家、民族演化过程中产生的联合组织。由两个以上血缘亲属部落结合而成的社会组织。
产生在原始社会末期新石器时代晚期。早期的部落联盟是以血统亲属关系为基础的几个部落结合起来的暂时或永久性的集团。各个部落互不联系，部落之间有一个边界地带把它们隔离开来，联盟目的主要是为了战争或防卫，为了维护共同的利益，共同从事军事活动。多是由于血缘关系、相毗邻、利害一致的部落组合而成。是由起源于同一祖先的若干氏族结合为部落的进一步扩大。
有些地区，母系氏族社会晚期已出现由亲属部落组成的联盟组织。随着社会经济的发展，人们的私有观念也在增长。原始社会后期，各部落之间为争夺土地、牲畜、财富和奴隶，不断发生战争冲突。许多部落为加强自身力量，便普遍同住地相近或语言文化相同的部落组成联盟，有的则将原有联盟组织扩大，以求生存发展。最初系临时性质，后来成为永久组织。其主要职能是保卫共同的领土、人民、财产不受侵掠，政治、军事上一致对外。各部落之间关系平等，独立处理自己内部事务。有学者认为部落联盟有3个阶段：一是建立在亲缘关系基础上的联盟，二为在亲缘基础上加入地缘关系的双缘联盟，三是以地缘关系为主结成的军事联盟。
最高权力机关为联盟议事会，由各部落酋长组成，酋长或军事首领，有些以部落为单位选出，有些由某几个著名氏族长充当。各酋长和首领权利平等，无最高行政首脑。一切公共法令或决议须经联盟议事会一致通过，否则无效。人民在出席会议时可以自由发言，而由议事会做出决定。联盟实行军事民主制，军事首领集政治、军事权力于一身，是王权产生的前奏。联促进各部落之间经济、文化的交流与融合，为民族和国家的形成奠定了基础。
中国传说与史籍记载中黄帝到尧舜禹时期，即处于这一阶段。炎黄部落联盟，曾与蚩尤为首的九黎部落联盟作战。尧为首长的部落联盟，由尧、鲧、共工、羲、和、舜等部落组成。舜为酋长的部落联盟，则是舜、禹、弃、契、皋陶、益等部落的结合。春秋战国期间，北方的匈奴和东胡；隋唐之际的靺鞨和勿吉、九姓铁勒、十姓回纥，尚处于部落联盟阶段。历史上侗族的“款”，壮族的“垌”，哈萨克族的“玉兹”，蒙古族的“蒙兀室韦”，佤族的“班洪部落”等都有部落联盟性质。